# 美国海军特别项目办公室

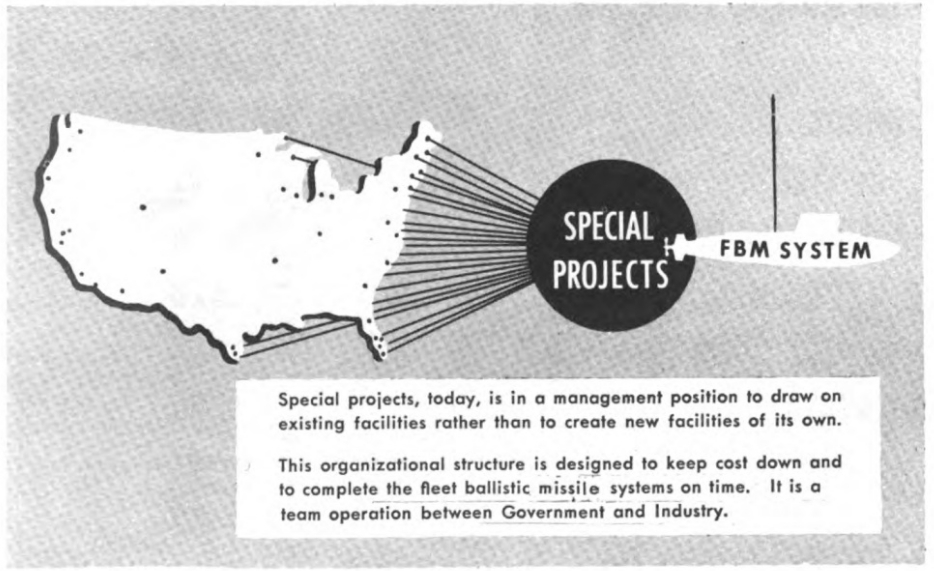
1963年海军特别项目办公室的招贴画

美國海軍特別項目辦公室（SPO）是美國海軍的一所研究和設計辦公室，負責協調美國海軍艦隊彈道導彈（FBM）北極星和波塞冬的開發和設計。
特別項目辦公室成立於 1956 年，是一個新組織，其任務是開發潛射固體燃料艦隊彈道導彈。特別項目辦公室直接向阿利·伯克海軍上將和海軍部長報告，這是前所未有的繞過海軍局的做法，標誌著海軍對 FBM 概念的承諾。
為了領導特別項目辦公室，在約翰·H·賽德斯的堅持不懈的建議下，伯克選擇了賽德斯的前副手、海軍少將小威廉·F·拉伯恩 (William F. Raborn, Jr.) ，他在該職位上的非凡成就使他贏得了北極星之父的美譽。
特別項目辦公室（SPO）也因開發計劃和調度方法而聞名，該方法被稱為計劃評估和審查技術或簡稱 PERT，並於 1958 年首次發布。

## 历史沿革
1955 年 9 月 13 日，德懷特·D·艾森豪威爾總統指示海軍設計類似於陸軍木星中程導彈的艦載艦載彈道導彈(FBM) 。海軍作戰部長辦公室導彈司司長約翰·H·賽德斯和海軍抗議說，像木星這樣的液體燃料火箭對於艦載使用來說太危險了，因此力推潛射固體燃料火箭用於對付敵方潛艇基地的戰術用途。然而，1955 年 11 月 17 日，國防部長查爾斯·E·威爾遜 ( Charles E. Wilson) 命令海軍與陸軍一起開發木星，並規定所有此類導彈的開發都不會由外部資助，而必須從現有的海軍預算中扣除。